# Ло (фильм, 2009)
«Ло» (англ. Lo) — фильм режиссёра Трэвиса Бетца, снятый в 2009 году. Сочетает элементы фильма ужасов, комедии и экспериментального фильма.

## Сюжет
Действие происходит в тёмной комнате, где молодой человек Джастин рисует на полу круг с вписанной в него пентаграммой и садится внутрь круга. При свете свечей он читает в старинной книге заклинание, разрезает себе руку ножом и капает на рисунок глаза в круге. В результате Джастин вызывает демона Ло и приказывает ему найти девушку Эйприл, которую недавно забрали в ад. Ло говорит, что это невозможно, так как в аду слишком много людей, однако он просит Джастина рассказать о своих чувствах к Эйприл подробнее. Рассказ Джастина Ло проецирует на сцену, появляющуюся в комнате, так что Джастин и Ло наблюдают воспоминания Джастина на сцене.
Джастин познакомился с Эйприл в ресторане, вскоре они стали встречаться. Эйприл носила с собой в специальном футляре старинную оккультную книгу, однако не показывала её Джастину. Однажды на Рождество Джастин подарил Эйприл другую старинную книгу, «Легенду о докторе Фаусте». Эйприл в ответ подарила ему свою книгу, однако просила Джастина не смотреть её и сжечь.
Диалог Джастина и Ло продолжается. Ло говорит, что сама Эйприл — демон, созданный когда-то другим демоном из сердца убитого воина. Имя Эйприл этот демон выдумал, когда знакомился с Джастином. Ло показывает Джастину молодую пару (которых он условно называет «Май» и «Июнь»), которая попала в ад по вине Эйприл и рассказывает о своих ужасных мучениях. Также появляется другой демон по имени Диз, в нём Джастин узнаёт того самого демона, который забрал Эйприл. Это произошло однажды ночью, когда у Эйприл были кошмары. Диз тяжело ранил пытавшегося помешать ему Джастина, а Эйприл согласилась вернуться в ад, если Диз позволит ей вылечить Джастина. Уходя, Эйприл оставила Джастину книгу, взяв футляр с «Легендой о докторе Фаусте». Джастин, при помощи оставленной ему книги, в которой была закладка на заклинании для Ло, вызвал демона.
Ло продолжает убеждать Джастина в том, что вернуть Эйприл невозможно и что её любовь к Джастину была лишь игрой, так как она оставалась безжалостным убийцей-демоном. Но Джастин говорит, что любит Эйприл, а Ло и Диз не могут этого понять, поскольку им неведомо это чувство. Когда Джастин настаивает на встрече с Эйприл, появляется бармен, который делает Джастину коктейль. Ло говорит, что коктейль поможет Джастину войти в ад, так как это единственный путь увидеть Эйприл. Джастин выпивает коктейль, но Ло со смехом говорит, что он солгал и в стакане был яд. Теперь Джастин умрёт, если вскоре не прочтёт заклинание, отпускающее Ло, и не пойдёт в больницу.
В конце концов, разъярённый Джастин говорит Ло, что он вызвал его и может повелевать им, и что он просит доставить к нему Эйприл. Ло удаляется, появляется Эйприл. Прочтя заклинание, она проникает в круг к Джастину и в поцелуе извлекает из него яд. Потом она говорит, что не может вернуться, потому что она не женщина и не человек. Эйприл удаляется и Джастин видит, что она и есть Ло.
Когда разговор с демоном завершается, Джастин сжигает книгу заклинаний.

## В ролях
- Джереми Биркетт — демон Ло
- Сара Лассез — Эприл Оук
- Уорд Робертс — Джастин
- Девин Бэрри — Джиз
- Аарон Гэффи — Уолтер
- Сара Ларисса Декерт — демон-крыса
- Джон Кейрас — демон-господин
- Лиз Лоза — Джун